# راده کرونیچ
راده کرونیچ (بوسنیایی: Rade Krunić؛ زادهٔ ۷ اکتبر ۱۹۹۳) بازیکن فوتبال اهل بوسنی و هرزگوین است که برای باشگاه فنرباغچه بازی می‌کند.
وی همچنین در تیم ملی فوتبال بوسنی و هرزگوین بازی کرده‌است.